# Église Saint-Georges de Birac-sur-Trec
Pour les articles homonymes, voir Église Saint-Georges.
L'église Saint-Georges est une église catholique située à Birac-sur-Trec, en France.

## Localisation
L'église Saint-Georges est située à Birac-sur-Trec, dans le département français de Lot-et-Garonne.

## Historique
La paroisse de Saint-Georges de Birac est citée dans un cartulaire d’Agen, au XIIIe siècle. La guerre de Cent Ans a dû gravement endommager cette première église car les éléments les plus anciens de l'église actuelle, gros œuvre et bas-côté sud, ne remontent pas avant la fin du XVe siècle ou la première moitié du XVIe siècle.
Du côté de l'épître, une chapelle voûtée dédiée à saint Jean a été construite par Jean de Valier, vicaire général d'Agen, entre 1521 et 1568. Du côté de l'évangile, une chapelle dédiée à Notre-Dame-de-Pitié est édifiée par le prêtre Cordis ou Sordis, vers 1531, une autre, dédiée à sainte Catherine, appartient au seigneur de Birac.
L'église est restaurée au XVIIe siècle. La nef est lambrissée. La sacristie est bâtie vers 1603 contre l'abside. 
L'architecte Gustave Alaux a réalisé la voûte de l'église entre 1854 à 1867. le clocher est commencé en 1868 par Vital Parreau. Il est achevé en 1891. 
Les chapelles sont restaurées à partir de 1876 par un maçon de Birac sous la direction de l'architecte Chaudruc. Des vitraux sont posés entre 1876 et 1881.

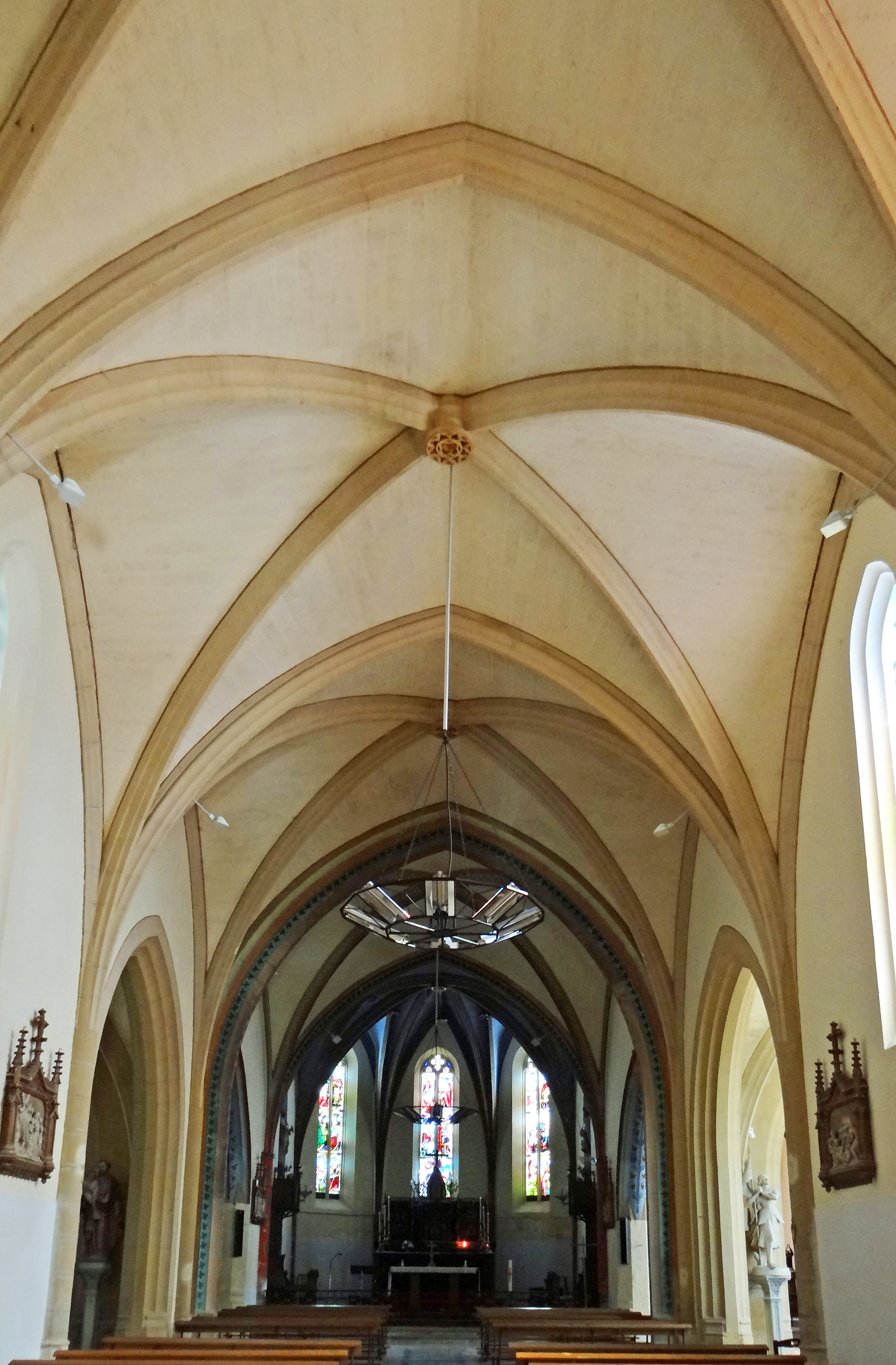
La nef
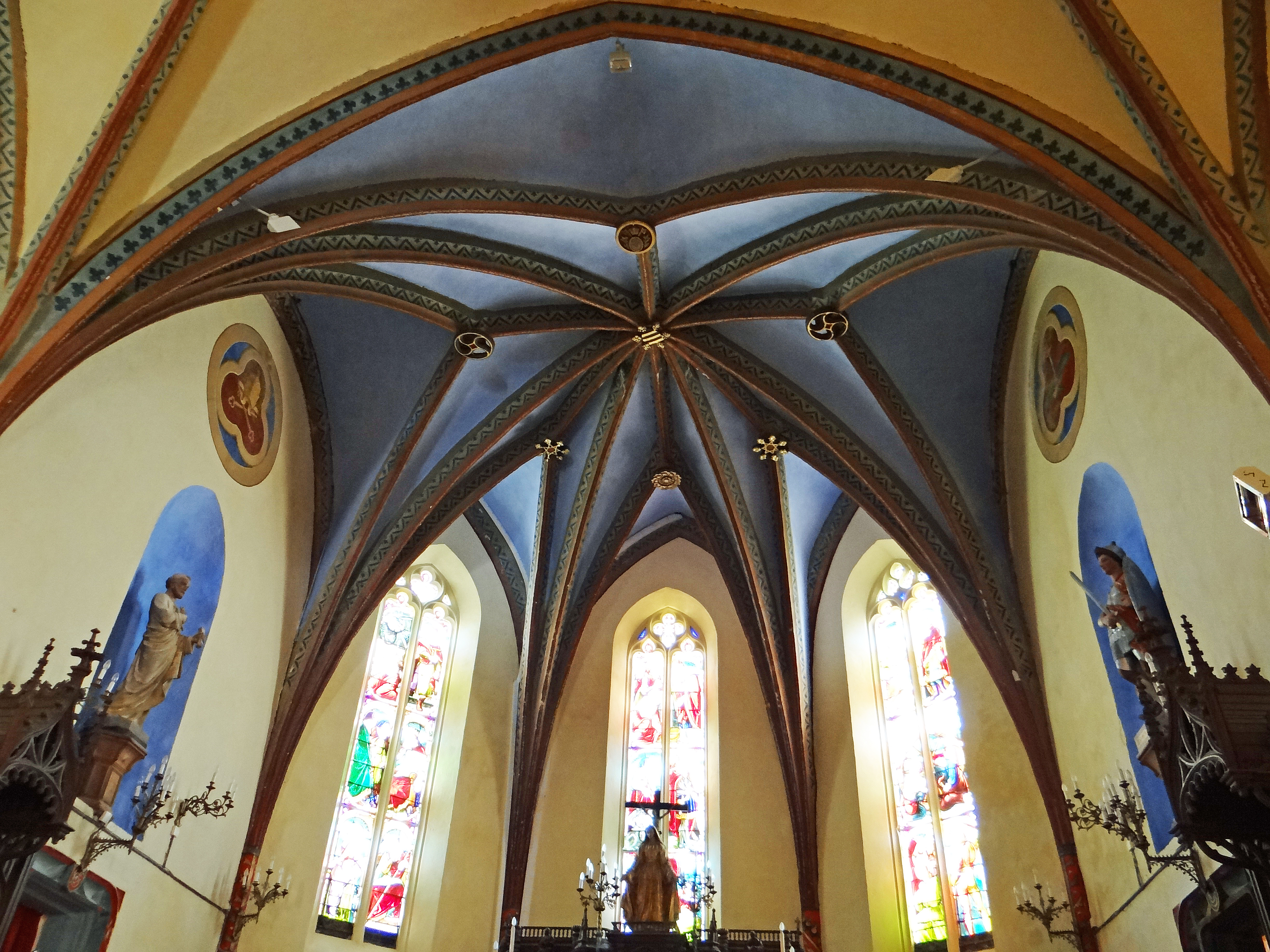
Voûte de l'abside
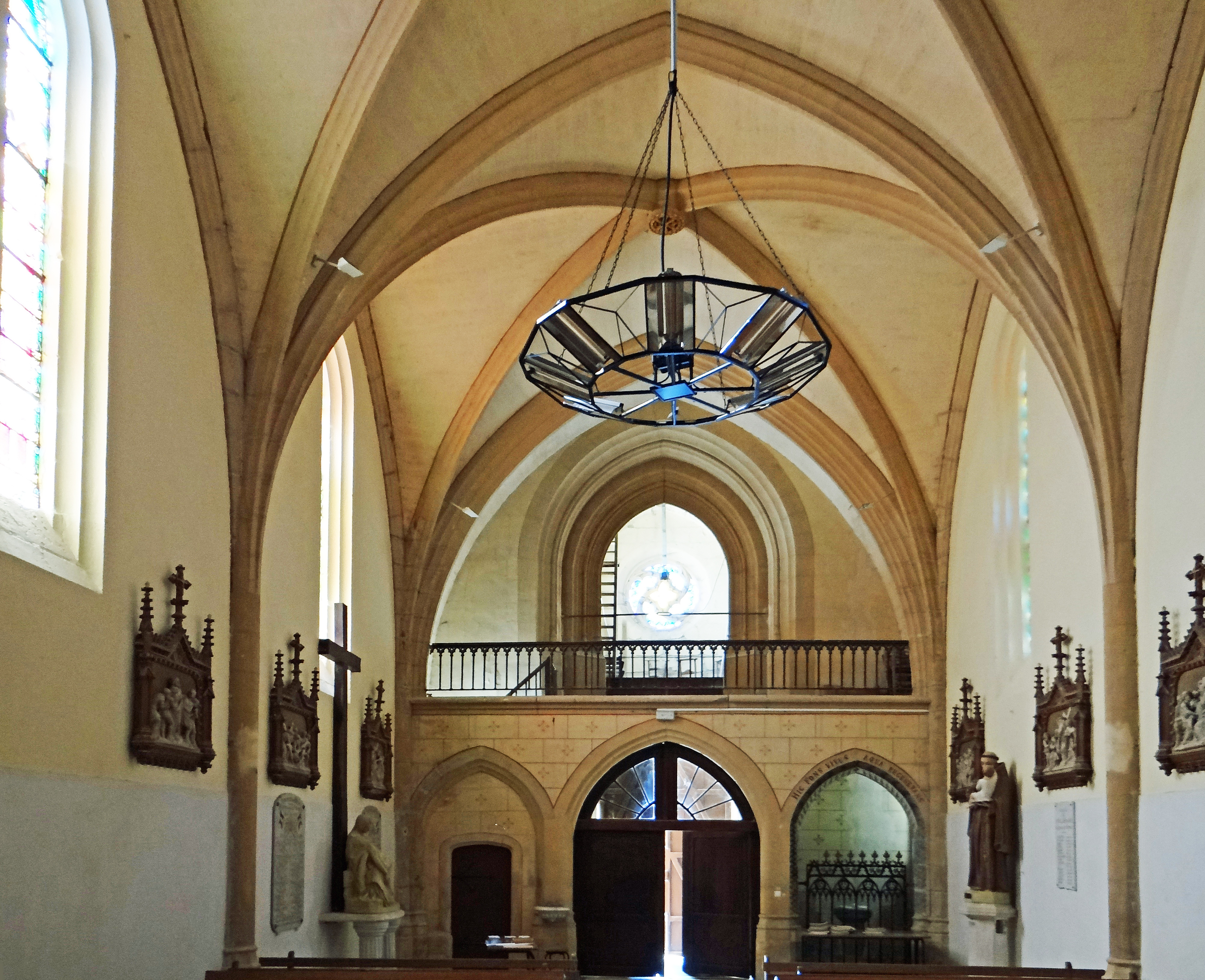
La nef, vers la tribune

## Vitraux
Plusieurs groupes de vitraux ont été posés au XIXe siècle réalisés :
- par Joseph Villiet, en 1875, trois verrières légendaires de la vie de saint Georges[3] ;
- par Louis-Victor Gesta, en 1870, représentant la communion de la Vierge[4] ;
- par Félix Gaudin, en 1881, pour les cinq scènes du Nouveau Testament[5] ;
- par Félix Gaudin, en 1881, pour les quatre évangélistes[6] ;

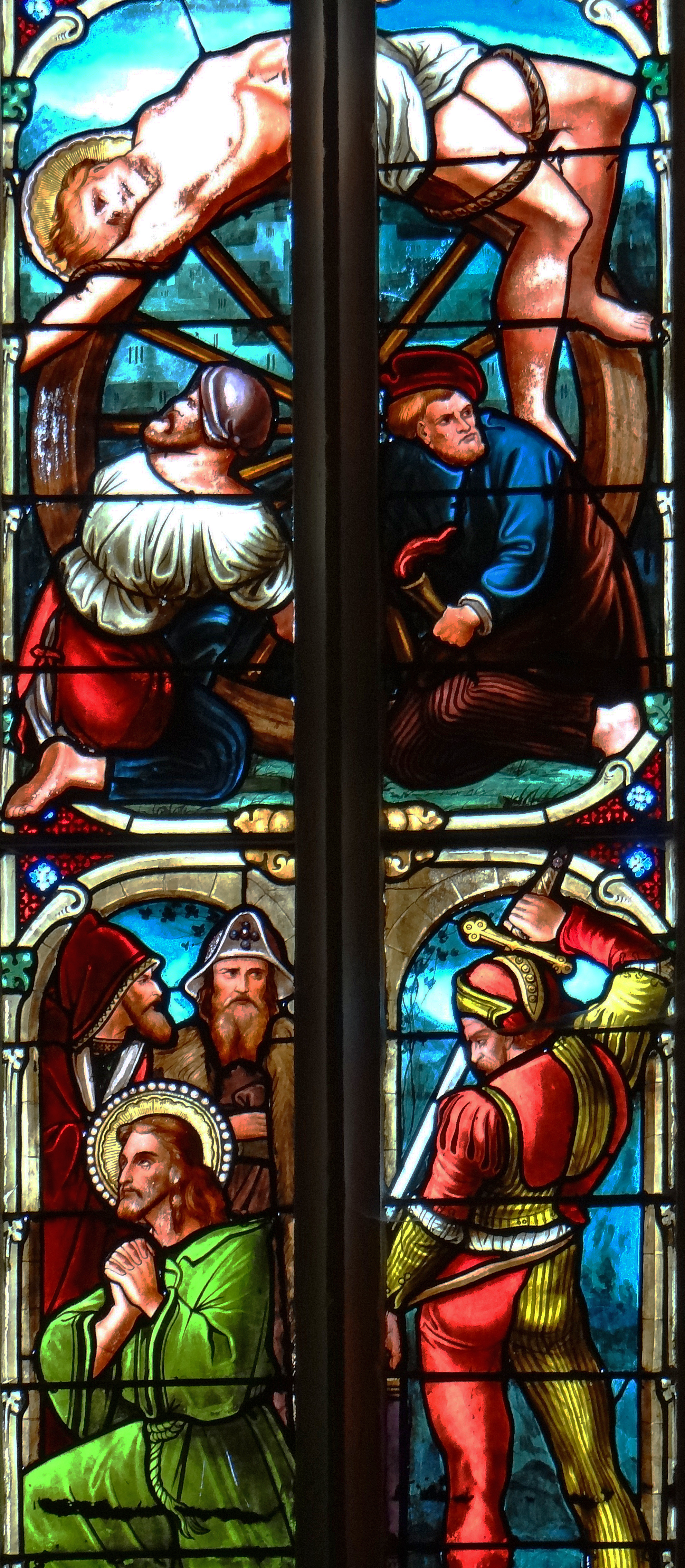
Joseph Villiet : Supplice de saint Georges
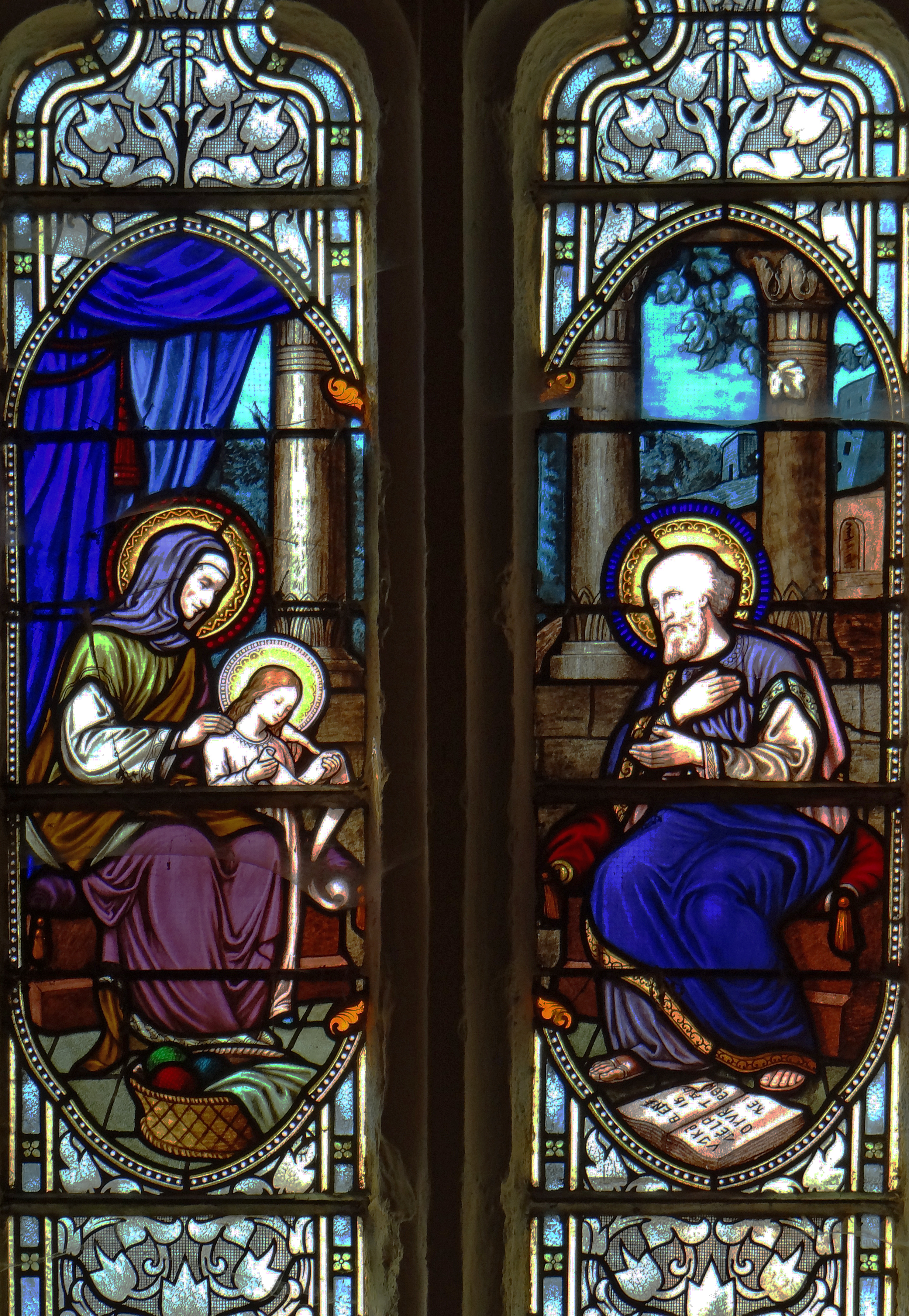
Louis-Victor Gesta : L'éducation de la Vierge
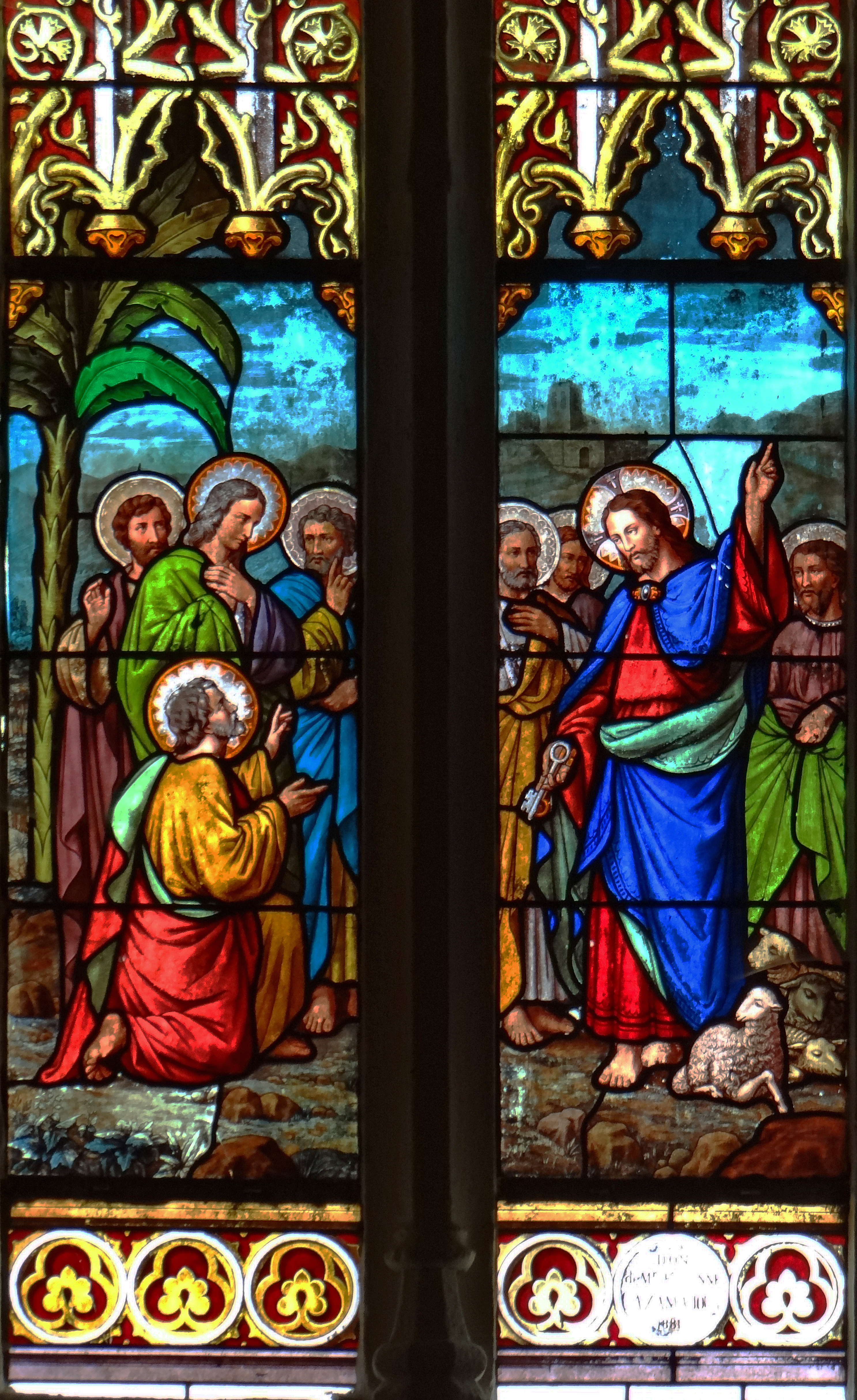
Félix Gaudin : Le Christ parmi ses disciples
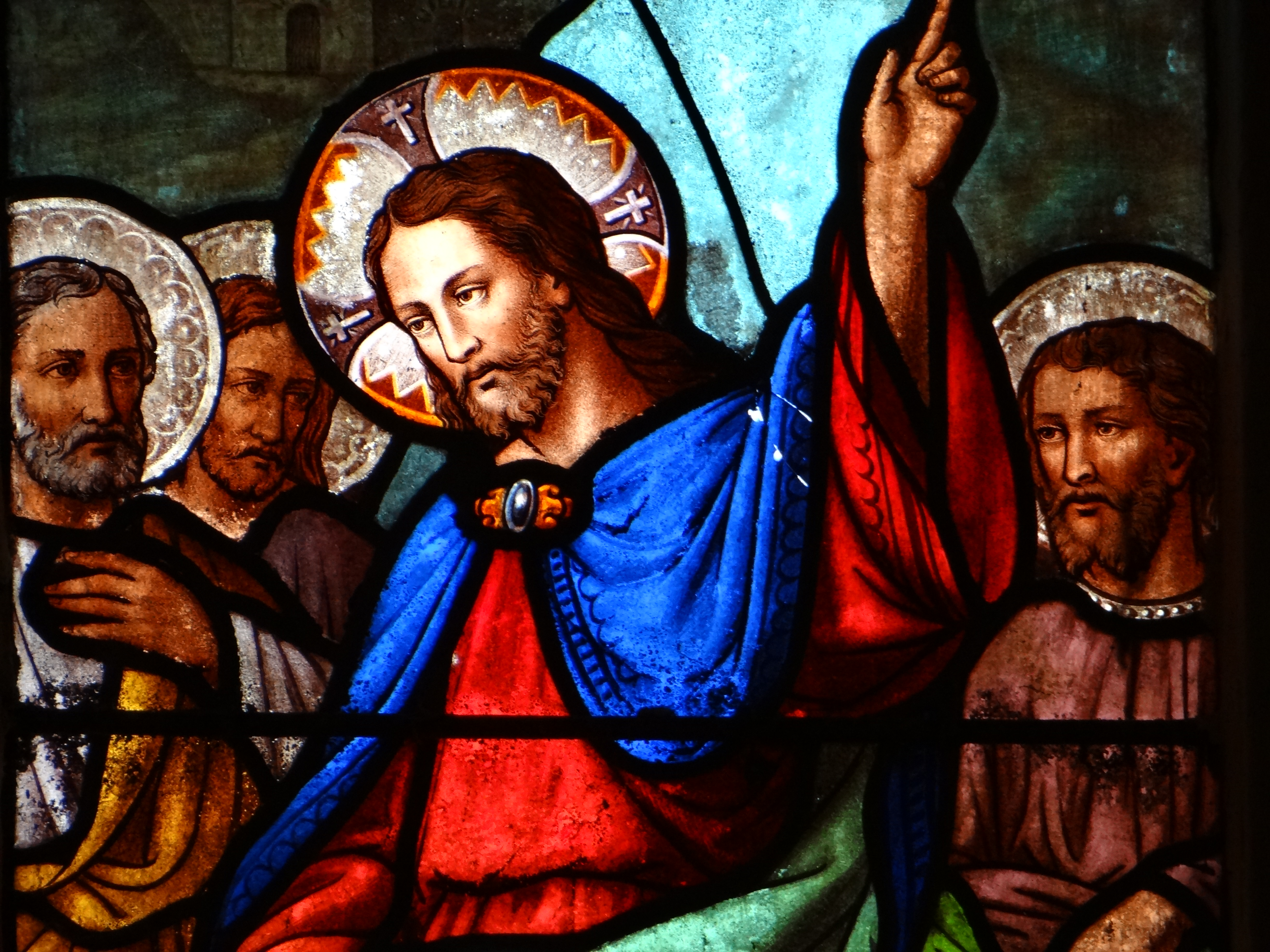
Félix Gaudin : Détail
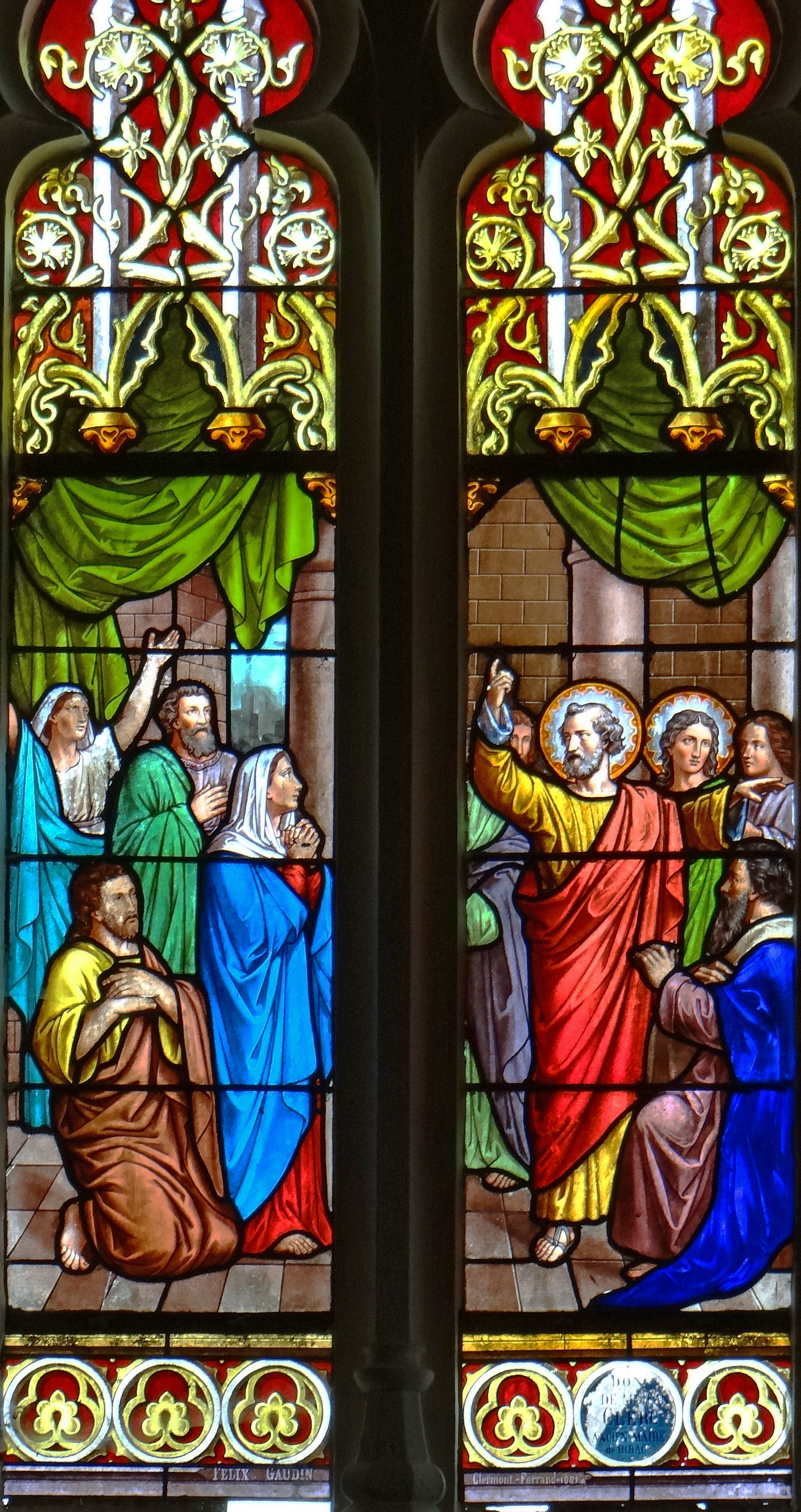
Félix Gaudin : Prédication de saint Pierre
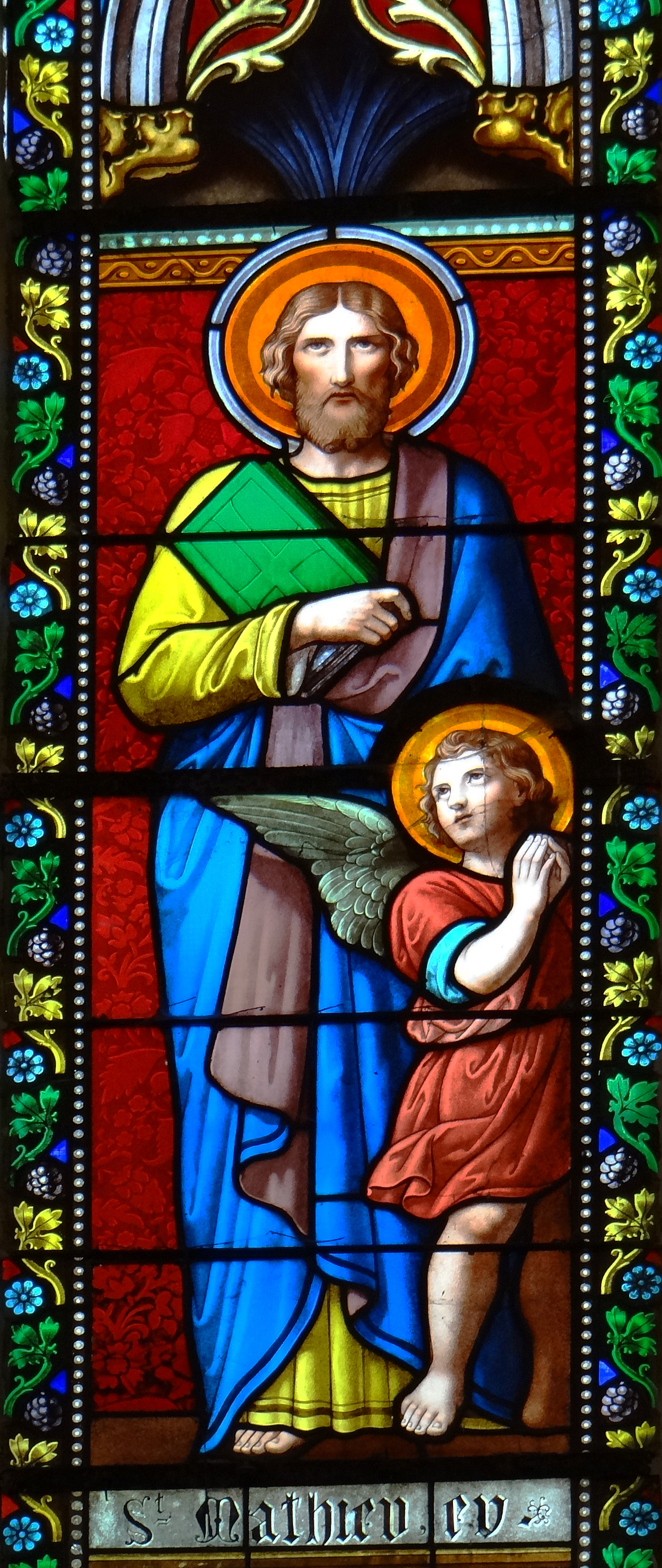
Félix Gaudin : L'évangéliste saint Mathieu